# 阿季利别克·穆辛
阿季利别克·穆辛（1999年10月4日—），哈萨克斯坦男子游泳运动员，主攻蝶泳，2018年亚洲运动会男子50米蝶泳和男子4×100米混合泳接力铜牌得主、2022年亚洲运动会男子100米蝶泳铜牌得主。